# Wallace Jones
Wallace Clayton "Wah Wah" Jones (14 de julho de 1926 — 27 de julho de 2014) foi um jogador norte-americano de basquete profissional que disputou na National Basketball Association (NBA) de 1949 a 1952 pelo Indianapolis Olympians. Foi selecionado pelo Washington Capitols como a oitava escolha geral no draft da BAA (hoje NBA) em 1949. Por duas vezes sagrou-se campeão da NCAA, em 1948 e 1949.

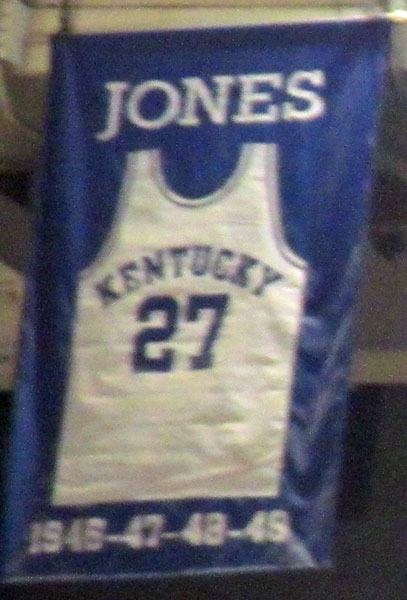
Uma camisa horando Jones paira na Arena Rupp.

## "Wah Wah"
Conhecido como Wallace na infância, Jones adquiriu o apelido de "Wah Wah", quando a irmã mais nova, Jackie, aprendendo a falar, não conseguia pronunciar o nome dele.

## Biografia
Jones é natural de Harlan, Kentucky e estudou na escola de ensino médio Harlan, onde estabeleceu o recorde nacional de pontuação no basquete, com 2 398 pontos, e conduziu sua escola ao campeonato estadual. Ele foi jogador estadual no futebol americano, no basquete e no beisebol.
Jones estudou na Universidade de Kentucky, onde continuou a jogar na equipe universitária de basquete, de futebol americano e de beisebol. Foi eleito para estar no melhor quinteto da Conferência do Sudeste. No futebol americano, foi duas vezes All-SEC enquanto no basquete foi três vezes All-American.
Em 1953, Jones foi eleito o xerife do condado de Fayette, do estado de Kentucky e, três anos depois, em 1956, foi o candidato republicano para o 6º Distrito Congressional de Kentucky na Câmara dos Representantes dos Estados Unidos. Jones acaba perdendo a eleição para o democrata John C. Watts.

## Seleção nacional
Em 1948, foi convocado pela Seleção dos Estados Unidos para a disputa dos Jogos Olímpicos, que aconteceu na capital inglesa, Londres, onde obteve médias de 7,3 pontos em seis jogos, conquistando a medalha de ouro.